# Zeihen
Zeihen est une commune suisse du canton d'Argovie, située dans le district de Laufenburg.

Photo aérienne (1953).

## Personnalités
Joseph Deiss, qui a été conseiller fédéral de 1999 à 2006, est originaire de Zeihen.